# 1989 à la télévision
| Années de la télévision : 1986 - 1987 - 1988 - 1989 - 1990 - 1991 - 1992    |
| Décennies de la télévision : 1950 - 1960 - 1970 - 1980 - 1990 - 2000 - 2010 |

Cet article présente les faits marquants de l'année 1989 à la télévision.

## Événements
- 1er janvier : La chaîne privée allemande ProSieben commence à émettre depuis Munich.
- 24 avril : Première diffusion de The Mickey Mouse Club sur Disney Channel.
- 26 avril : Création de Game Freak au Japon.
- Début du développement de Pokémon.
- 1er juillet : TF1 change d'habillage, qui sera officiellement terminé le 2 février 1990.
- 10 août : Les chaînes publiques françaises Antenne 2 et FR3 sont placées sous une présidence commune en la personne de Philippe Guilhaume.

## Émissions
- 1er janvier : Première de l'émission Spécial Disney sur TF1.
- 11 février : Dernière de l'émission La Séquence du spectateur sur TF1.
- 2 avril : Première de l'émission Y a-t-il encore un coco dans le show ? sur TF1.
- 18 mai : Dernière de l'émission Questions à domicile sur TF1.
- 4 septembre : Première de l'émission Avant l'école sur TF1
- 29 novembre : La Marche du siècle passe sur FR3.
- 21 décembre : Dernière de l'émission Le Grand Échiquier sur Antenne 2.
- Du côté de chez Fred (Antenne 2)
- Les enfants du rock (Antenne 2)
- Sacrée Soirée (TF1)
- La Dernière Séance (FR3)
- Cinéma, Cinémas (Antenne 2)
- Bobagolfoot (Canal +)
- Stade 2 (Antenne 2)

## Séries télévisées
- 3 janvier : Première diffusion de la série Babar au Canada sur CBC.
- 8 janvier : Première diffusion de la série britannique Hercule Poirot. Elle n'apparaîtra en France qu'en 1991.
- 4 mars : Première diffusion de la série Tic et Tac, les Rangers du risque aux États-Unis.
- 12 avril : Dernière diffusion de la série Dragon Ball au Japon.
- 26 avril : Première diffusion de la série Dragon Ball Z au Japon.
- 9 octobre : Première diffusion de la série Pif et Hercule sur TF1 dans l’émission Avant l'école.
- 26 octobre : Première diffusion de la série Navarro sur TF1.
- 2 décembre : Arrêt de la série Les Schtroumpfs sur le réseau NBC.
- 17 décembre : Première diffusion de la série Les Simpson aux États-Unis.
- 22 décembre : Première diffusion de la série Bobobobs sur TF1 dans le Club Dorothée.
- Arrêt de la première série Doctor Who, le 6 décembre.
- Arrêt de la série Deux flics à Miami (Miami vice) aux États-Unis.

## Feuilletons télévisés
- 16 août : Première diffusion du feuilleton télévisé Les Feux de l'amour sur la chaîne française TF1
- 12 juin : Première diffusion du feuilleton télévisé Amour, gloire et beauté sur Antenne 2 (aujourd'hui France 2).
- L'Or du diable de Jean-Louis Fournier

## Distinctions

### Sept d'or(France)
- Meilleur comédien : Michel Piccoli (La ruelle au clair de lune)
- Meilleure comédienne : Annie Girardot (Le vent des moissons)
- Meilleur réalisateur de direct : Jean-Louis Cap, Gilles Daude (Nulle part ailleurs (soir))
- Meilleur réalisateur de fiction : Jacques Ertaud (Maria Vandamme)
- Meilleur technicien photo : Claude Robin
- Meilleure musique : Claude Bolling (La garçonne)
- Meilleur technicien décor : Serge Sommier
- Meilleure émission de variétés : T.V.N. 595, la télévision des nuls
- Meilleur feuilleton, série ou collection : Jacques Ertaud (Maria Vandamme)
- Meilleur technicien montage : Nicole Dedieu
- Meilleure émission spéciale : Pierre-André Boutang (L'Illettrisme en France)
- Meilleur animateur : Caroline Tresca et Frédéric Mitterrand.
- Meilleur auteur : Jacques Duquesne, Béatrice Rubinstein (Maria Vandamme)
- Meilleur journaliste sportif : Roger Zabel
- Meilleur téléfilm : Claude Berri (Jean de Florette)
- Meilleur spot publicitaire : Jean-Baptiste Mondino (Kodak)
- Meilleur présentateur du journal télévisé : Guillaume Durand

## Principales naissances
- 3 mai : Ralph Amoussou, acteur français.
- 11 avril : Benoît Dubois, chroniqueur et animateur de télévision français.
- 20 juin : Pierre Lottin, un acteur français.
- 23 juillet : naissance de l'acteur britannique Daniel Radcliffe, connu pour avoir interprété le rôle de Harry dans Harry Potter, films adaptés des sept romans de J.K. Rowling.
- 11 août : Úrsula Corberó Delgado, actrice espagnole.
- 24 octobre : David Castañeda, acteur Mexicano-Américain.

## Principaux décès
- 3 février : John Cassavetes, acteur et réalisateur américain (° 9 décembre 1929).
- 25 février : Robert Foulk, acteur américain (° 5 mai 1908).
- 11 mars : Jean Daurand, comédien français (° 21 juin 1912).
- 26 avril : Lucille Ball, actrice, réalisatrice et productrice américaine (° 6 août 1911).
- 3 juillet : Jim Backus, acteur et scénariste américain (° 25 février 1913).
- 16 août : Amanda Blake, actrice américaine (° 20 février 1929).
- 17 septembre : Jay Stewart, acteur américain (° 6 septembre 1918).
- 21 octobre : Jean Image, de son vrai nom Émeric André Hajdu (et, en hongrois, Hajdú Imre), réalisateur, scénariste et producteur français d'origine hongroise de films d'animation, dont plusieurs séries pour l'ORTF (° 26 janvier 1911).
- 27 novembre : Bob Quigley, producteur de télévision américain (° 13 mars 1912).